# Велко Спирковски
Велко Йованов Спирковски с псевдоним Таше е югославски партизанин и деец на Комунистическата съпротива във Вардарска Македония.

## Биография
Роден е на 22 ноември 1925 година в Битоля. Учи в местната гимназия. В края на 1941 година става член на СКОЮ. Участва в демонстрации и бойкотиране на дейностите на младежки организации като „Бранник“, Легионерите, „Отец Паисий“. Влиза в Югославската комунистическа партия. Включва се в рамките втора македонска ударна бригада. Умира край село Радня на 25 юли 1942 година в битка с български военни части.